# Pomatorhin à bec fin
Pomatorhinus superciliaris
Espèce
Statut de conservation UICN

 LC  : Préoccupation mineure
Le Pomatorhin à bec fin (Pomatorhinus superciliaris) est une espèce d'oiseaux de la famille des Timaliidae.
Son aire s'étend à travers l'est de l'Himalaya au nord-ouest du Vietnam.